# Bo Bengtson
Bo Bengtsson, född 5 juni 1914, död 1996, var en svensk ungdoms- och idrottsledare.
Bengtsson blev filosofie kandidat 1939, var biträdande sekreterare i KFUM Örebro 1934-1936, sekreterare i KFUM:s riksförbund 1939-1946. 1946-1958 och 1962-1963 var han generalsekreterare i KFUM:s riksförbund och vice generalsekreterare i KFUM:s världsförbund 1958-1962. Bengtsson var VD för Sveriges riksidrottsförbund 1963-1980 och sekreterare i Sveriges olympiska kommitté 1969-1984. I sin ungdom var han en aktiv löpare och blev bland annat akademisk mästare på 800 meter.